# Timoteo Briet Montaud
Timoteo Briet Montaud (Cocentaina, 3 de marzo de 1859-Alcoy, 30 de enero de 1925) fue un arquitecto valenciano y uno de los principales arquitectos del modernismo alcoyano y del modernismo valenciano.

## Biografía
Hijo y nieto de maestros albañiles, Briet y su familia se trasladaron a Alcoy hacia 1871. Poco después se matriculó en la Escuela Industrial Elemental, donde mostró una gran vocación por el dibujo.
En el año 1876 finaliza sus estudios en la Escuela Industrial Elemental de Alcoy. Entre 1882 y 1883 acaba sus estudios en la Escuela Oficial de Bellas Artes de Barcelona. En 1890 finaliza la carrera de arquitecto por la Escuela de Arquitectura de Barcelona, donde tuvo como profesores a Elías Rogent y a Lluís Domènech i Montaner, y como compañero de promoción a Vicente Pascual Pastor.
En el año 1893 contrae matrimonio con María Valor Boronat. En 1902 es nombrado arquitecto municipal de Alcoy, mediante concurso público. 
El estilo modernista de Timoteo Briet Montaud será contenido, más bien formal y, sobre todo, con una gran influencia del movimiento modernista austriaco Sezession, influencia que está presente en todas sus obras modernistas. A lo largo de su carrera realizó más de cuarenta obras e intervenciones arquitectónicas, prácticamente todas ellas en Alcoy. Fallecerá en el año 1925, en Alcoy.

## Obras
Esta es la relación de su obra ordenada por orden cronológico:
| Año del proyecto | Nombre                                                   | Ubicación                                                | Descripción                                                      | Estado                                                                             | Imagen |
| ---------------- | -------------------------------------------------------- | -------------------------------------------------------- | ---------------------------------------------------------------- | ---------------------------------------------------------------------------------- | ------ |
| 1891             | Iglesia del convento de las Carmelitas                   | Calle El Camí número 42, Alcoy                           |                                                                  | Óptimo                                                                             |        |
| 1892             | Estación de los Ferrocarriles de Villena a Alcoy y Yecla | Bocairente (Alicante)                                    |                                                                  |                                                                                    |        |
| 1897             | Capilla de la Comunión                                   | Bañeres (Alicante)                                       |                                                                  |                                                                                    |        |
| 1899             | Fábrica "El Vulcano"                                     | Calle Els Alçamora 17-19, Alcoy                          |                                                                  |                                                                                    |        |
| 1901             | Casa en calle Sant Nicolau 32                            | calle Sant Nicolau número 32, Alcoy                      |                                                                  |                                                                                    |        |
| 1904             | Convento e iglesia de las Siervas de María               | Calle Cordeta número 12, en Alcoy                        |                                                                  |                                                                                    |        |
| 1904             | Casa Laporta                                             | Avenida País Valencià número 26, en Alcoy                | Considerada la primera obra de tendencia modernista en Alcoy.    | Óptimo. Las pinturas modernistas del zaguán necesitan restauración.                |        |
| 1905             | Cocheras en plaza Emili Sala 12                          | Plaza Emili Sala número 12, en Alcoy                     |                                                                  |                                                                                    |        |
| 1905             | Viviendas en calle Bartolomé José Gallardo 1, 3 y 5      | Calle Bartolomé José Gallardo números 1, 3 y 5, en Alcoy | Conjunto de tres edificios de viviendas de estilo modernista.    |                                                                                    |        |
| 1905             | Taller de la estación                                    | Bañeres (Alicante)                                       | Obra realizada para el industrial alcoyano José Laporta Valor.   |                                                                                    |        |
| 1907             | Edificio en calle Sant Nicolau número 25                 | Calle Sant Nicolau número 25, en Alcoy                   | Edificio de viviendas modernista                                 |                                                                                    |        |
| 1907             | Edificio en calle El Camí 1                              | Calle El Camí número 1, en Alcoy                         | Edificio de viviendas modernista                                 |                                                                                    |        |
| 1908             | Edificio en calle Sant Nicolau 35 de Alcoy               | Calle Sant Nicolau 35, en Alcoy                          | Edificio de viviendas modernista                                 |                                                                                    |        |
| 1908             | Edificio en la calle Sant Josep número 26                | Calle Sant Josep número 26, en Alcoy                     | Edificio de viviendas modernista                                 |                                                                                    |        |
| 1908             | Edificio en calle Pintor Casanova número 20              | Calle Pintor Casanova número 20, en Alcoy                | Edificio de viviendas modernista                                 |                                                                                    |        |
| 1909-1911        | Fachada y salón del Círculo Industrial de Alcoy          | Calle Sant Nicolau número 19, en Alcoy                   | Edificio modernista                                              | Óptimo                                                                             |        |
| 1909             | Taller de carruajes en calle Agres número 5              | Calle Agres número 5, en Alcoy                           | Patrimonio industrial modernista                                 | Amenaza de ruina                                                                   |        |
| 1910             | Casa Briet                                               | Calle Sant Josep número 24, en Alcoy                     | Casa particular propia del arquitecto Timoteo Briet Montaud      | Óptimo                                                                             |        |
| 1910             | Casa particular en esquina de la calle Casablanca        | Calle Casablanca, en Alcoy                               | Casa particular                                                  |                                                                                    |        |
| 1910             | Edificio en la calle Sant Llorenç número 3.              | Calle Sant Llorenç número 3, en Alcoy                    | Casa natal del pintor modernista alcoyano Fernando Cabrera Cantó |                                                                                    |        |
| 1910             | Casa de Francisco Masanet en calle Agres 3               | Calle Agres número 3, en Alcoy                           |                                                                  |                                                                                    |        |
| 1910             | Subestación de Hidroeléctrica de Alcoy                   | Calle Colón número 1, en Alcoy                           | Actualmente un establecimiento hotelero                          | Óptimo en las fachadas. Los interiores desaparecieron después de la rehabilitación |        |
| 1910             | Panteón familiar Vilaplana Gisbert                       | Cementerio de San Antonio Abad de Alcoy de Alcoy         |                                                                  |                                                                                    |        |
| 1910-1911        | Casa en calle Capellà Belloch número 9                   | Calle Capellà Belloch número 9, en Alcoy                 |                                                                  |                                                                                    |        |
| 1911             | Chalet junto a la Subestación de Hidroeléctrica de Alcoy | Calle Colón número 3, en Alcoy                           |                                                                  |                                                                                    |        |
| 1911             | Matadero municipal de Alcoy                              | Avenida Juan Gil-Albert número 6, en Alcoy               | Actualmente un centro deportivo municipal                        |                                                                                    |        |
| 1913             | Casa en avenida País Valencià 17                         | Avenida País Valencià número 17, en Alcoy                |                                                                  |                                                                                    |        |
| 1913             | Iglesia de San Jorge                                     | Calle Sant Tomàs número 10, en Alcoy                     |                                                                  |                                                                                    |        |
| 1914             | Casa en calle Joan Cantó 6                               | Calle Joan Cantó número 6, en Alcoy                      |                                                                  |                                                                                    |        |
| 1914             | Fábrica de "El Rosendo"                                  | Calle Sant Vicent Ferrer número 14, en Alcoy             |                                                                  |                                                                                    |        |
| 1914             | Ermita en el Molí Sol                                    | Bañeres (Alicante)                                       | Actualmente ubicada en el cementerio de Bañeres.                 |                                                                                    |        |
| 1915             | Fábricas en calle Sant Joan 43 y 45                      | Calle Sant Joan números 43 y 45, en Alcoy                |                                                                  |                                                                                    |        |
| 1915             | Casa y fábrica en calle Sant Vicent Ferrer 12            | Calle Sant Vicent Ferrer número 12, en Alcoy             |                                                                  |                                                                                    |        |
| 1915             | Viviendas en calle Pintor Casanova 16 y 18               | Calle Pintor Casanova números 16 y 18, en Alcoy          |                                                                  |                                                                                    |        |
| 1918             | Casa en plaza Gonçal Cantó 22                            | Plaza Gonçal Cantó número 22, en Alcoy                   |                                                                  |                                                                                    |        |
| 1918             | Casa en calle Sant Tomàs 21                              | Calle Sant Tomàs número 21, en Alcoy                     |                                                                  |                                                                                    |        |
| 1919             | Casa en calle Mossen Torregrosa 11                       | Calle Mossen Torregrosa número 11, en Alcoy              |                                                                  |                                                                                    |        |
| 1920             | Casa en calle Sant Nicolau 44                            | Calle Sant Nicolau número 44, en Alcoy                   |                                                                  |                                                                                    |        |
| 1921             | Edificio en avenida País Valencià 14                     | Avenida País Valencià número 14, en Alcoy                |                                                                  |                                                                                    |        |
| 1924             | Reforma de edificio en la plaza de España 17             | Plaza de España número 17, en Alcoy                      |                                                                  |                                                                                    |        |